# Bagrus urostigma
Bagrus urostigma är en fiskart som beskrevs av Vinciguerra, 1895. Bagrus urostigma ingår i släktet Bagrus och familjen Bagridae. IUCN kategoriserar arten globalt som otillräckligt studerad. Inga underarter finns listade.